# Copa Asiática de Voleibol Masculino de 2022
A Copa Asiática de Voleibol Masculino de 2022 foi a 7.ª edição deste torneio bienal organizado pela Confederação Asiática de Voleibol (AVC) em parceria com a Associação de Voleibol da Tailândia (AVT). O torneio foi realizado no período entre 7 e 14 de agosto, no Nakhon Pathom Gymnasium, na cidade de Nakhon Pathom, Tailândia.
Após dez anos, a seleção chinesa conquistou seu segundo título desta competição ao derrotar na final a seleção japonesa por 3 sets a 0. Em sua primeira participação, a seleção barenita venceu por 3 sets a 0 a seleção sul-coreana e conquistou o terceiro lugar da competição. O ponteiro chinês Zhang Jingyin foi eleito o melhor jogador do torneio.

## Equipes participantes
As seguintes seleções foram qualificadas a competir a Copa Asiática de 2022:
| Grupo        | Equipe        | Última participação |
| A            |               |                     |
| ------------ | ------------- | ------------------- |
| A            | Coreia do Sul | 2008                |
| A            | Hong Kong     | Estreante           |
| A            | Tailândia     | 2018                |
| B            |               |                     |
| Irã          | 2018          |                     |
| Paquistão    | Estreante     |                     |
| C            |               |                     |
| Austrália    | 2018          |                     |
| Índia        | 2014          |                     |
| Japão        | 2018          |                     |
| D            |               |                     |
| Bahrein      | Estreante     |                     |
| China        | 2018          |                     |
| Taipé Chinês | 2018          |                     |

## Critérios de classificação nos grupos
1. Número de vitórias;
2. Pontos;
3. Razão de sets;
4. Razão de pontos;
5. Resultado da última partida entre os times empatados.

- Placar de 3–0 ou 3–1: 3 pontos para o vencedor, nenhum para o perdedor;
- Placar de 3–2: 2 pontos para o vencedor, 1 para o perdedor.

## Rodada preliminar
- Todas as partidas seguem o horário local (UTC+7).

|  | Classificado para a rodada classificatória (Grupos E e F)              |
|  | Classificado para a rodada classificatória (Grupo G – 9º ao 11º lugar) |

### Grupo A
|     |               |     | Jogos | Jogos | Jogos | Resultados | Resultados | Resultados | Resultados | Resultados | Resultados | Sets | Sets | Sets  | Pontos | Pontos | Pontos |
| Pos | Equipe        | Pts | T     | V     | D     | 3–0        | 3–1        | 3–2        | 2–3        | 1–3        | 0–3        | V    | P    | R     | V      | P      | R      |
| --- | ------------- | --- | ----- | ----- | ----- | ---------- | ---------- | ---------- | ---------- | ---------- | ---------- | ---- | ---- | ----- | ------ | ------ | ------ |
| 1   | Tailândia     | 5   | 2     | 2     | 0     | 1          | 0          | 1          | 0          | 0          | 0          | 6    | 2    | 3,000 | 185    | 177    | 1.045  |
| 2   | Coreia do Sul | 4   | 2     | 1     | 1     | 1          | 0          | 0          | 1          | 0          | 0          | 5    | 3    | 1.667 | 179    | 145    | 1.234  |
| 3   | Hong Kong     | 0   | 2     | 0     | 2     | 0          | 0          | 0          | 0          | 0          | 2          | 0    | 6    | 0,000 | 113    | 155    | 0.729  |

| Data  | Hora  |               | Placar |               | Set 1 | Set 2 | Set 3 | Set 4 | Set 5 | Total   | Relatório |
| ----- | ----- | ------------- | ------ | ------------- | ----- | ----- | ----- | ----- | ----- | ------- | --------- |
| 7 ago | 15:00 | Hong Kong     | 0–3    | Tailândia     | 22–25 | 28–30 | 23–25 |       |       | 73–80   | Relatório |
| 8 ago | 12:00 | Coreia do Sul | 3–0    | Hong Kong     | 25–11 | 25–13 | 25–16 |       |       | 75–40   | Relatório |
| 9 ago | 15:00 | Tailândia     | 3–2    | Coreia do Sul | 17–25 | 23–25 | 25–19 | 25–23 | 15–12 | 105–104 | Relatório |

### Grupo B
|     |           |     | Jogos | Jogos | Jogos | Resultados | Resultados | Resultados | Resultados | Resultados | Resultados | Sets | Sets | Sets  | Pontos | Pontos | Pontos |
| Pos | Equipe    | Pts | T     | V     | D     | 3–0        | 3–1        | 3–2        | 2–3        | 1–3        | 0–3        | V    | P    | R     | V      | P      | R      |
| --- | --------- | --- | ----- | ----- | ----- | ---------- | ---------- | ---------- | ---------- | ---------- | ---------- | ---- | ---- | ----- | ------ | ------ | ------ |
| 1   | Irã       | 3   | 1     | 1     | 0     | 0          | 1          | 0          | 0          | 0          | 0          | 3    | 1    | 3,000 | 96     | 80     | 1.200  |
| 2   | Paquistão | 0   | 1     | 0     | 1     | 0          | 0          | 0          | 0          | 1          | 0          | 1    | 3    | 0.333 | 80     | 96     | 0.833  |

| Data  | Hora  |           | Placar |     | Set 1 | Set 2 | Set 3 | Set 4 | Set 5 | Total | Relatório |
| ----- | ----- | --------- | ------ | --- | ----- | ----- | ----- | ----- | ----- | ----- | --------- |
| 8 ago | 15:00 | Paquistão | 1–3    | Irã | 25–21 | 16–25 | 18–25 | 21–25 |       | 80–96 | Relatório |

### Grupo C
|     |           |     | Jogos | Jogos | Jogos | Resultados | Resultados | Resultados | Resultados | Resultados | Resultados | Sets | Sets | Sets  | Pontos | Pontos | Pontos |
| Pos | Equipe    | Pts | T     | V     | D     | 3–0        | 3–1        | 3–2        | 2–3        | 1–3        | 0–3        | V    | P    | R     | V      | P      | R      |
| --- | --------- | --- | ----- | ----- | ----- | ---------- | ---------- | ---------- | ---------- | ---------- | ---------- | ---- | ---- | ----- | ------ | ------ | ------ |
| 1   | Japão     | 6   | 2     | 2     | 0     | 2          | 0          | 0          | 0          | 0          | 0          | 6    | 0    | MAX   | 152    | 99     | 1.535  |
| 2   | Austrália | 3   | 2     | 1     | 1     | 1          | 0          | 0          | 0          | 0          | 1          | 3    | 3    | 1,000 | 129    | 126    | 1.024  |
| 3   | Índia     | 0   | 2     | 0     | 2     | 0          | 0          | 0          | 0          | 0          | 2          | 0    | 6    | 0,000 | 94     | 150    | 0.627  |

| Data  | Hora  |           | Placar |           | Set 1 | Set 2 | Set 3 | Set 4 | Set 5 | Total | Relatório |
| ----- | ----- | --------- | ------ | --------- | ----- | ----- | ----- | ----- | ----- | ----- | --------- |
| 7 ago | 12:00 | Índia     | 0–3    | Japão     | 15–25 | 15–25 | 15–25 |       |       | 45–75 | Relatório |
| 8 ago | 09:00 | Austrália | 3–0    | Índia     | 25–17 | 25–20 | 25–12 |       |       | 75–49 | Relatório |
| 9 ago | 12:00 | Japão     | 3–0    | Austrália | 27–25 | 25–15 | 25–14 |       |       | 77–54 | Relatório |

### Grupo D
|     |              |     | Jogos | Jogos | Jogos | Resultados | Resultados | Resultados | Resultados | Resultados | Resultados | Sets | Sets | Sets  | Pontos | Pontos | Pontos |
| Pos | Equipe       | Pts | T     | V     | D     | 3–0        | 3–1        | 3–2        | 2–3        | 1–3        | 0–3        | V    | P    | R     | V      | P      | R      |
| --- | ------------ | --- | ----- | ----- | ----- | ---------- | ---------- | ---------- | ---------- | ---------- | ---------- | ---- | ---- | ----- | ------ | ------ | ------ |
| 1   | China        | 6   | 2     | 2     | 0     | 0          | 2          | 0          | 0          | 0          | 0          | 6    | 2    | 3,000 | 198    | 175    | 1.131  |
| 2   | Bahrein      | 3   | 2     | 1     | 1     | 1          | 0          | 0          | 0          | 1          | 0          | 4    | 3    | 1.333 | 164    | 157    | 1.045  |
| 3   | Taipé Chinês | 0   | 2     | 0     | 2     | 0          | 0          | 0          | 0          | 1          | 1          | 1    | 6    | 0.167 | 141    | 171    | 0.825  |

| Data  | Hora  |              | Placar |              | Set 1 | Set 2 | Set 3 | Set 4 | Set 5 | Total  | Relatório |
| ----- | ----- | ------------ | ------ | ------------ | ----- | ----- | ----- | ----- | ----- | ------ | --------- |
| 7 ago | 18:00 | Taipé Chinês | 0–3    | Bahrein      | 18–25 | 21–25 | 16–25 |       |       | 55–75  | Relatório |
| 8 ago | 18:00 | China        | 3–1    | Taipé Chinês | 25–19 | 25–23 | 21–25 | 25–19 |       | 96–86  | Relatório |
| 9 ago | 18:00 | Bahrein      | 1–3    | China        | 29–27 | 19–25 | 19–25 | 22–25 |       | 89–102 | Relatório |

## Fase classificatória
- As equipes que já haviam se enfrentado na fase preliminar não jogaram novamente, mas os resultados obtidos nas eliminatórias foram levados em consideração.[5]

|  | Classificado para as semifinais              |
|  | Classificado para a disputa do 5º – 8º lugar |

### Grupo E
|     |               |     | Jogos | Jogos | Jogos | Resultados | Resultados | Resultados | Resultados | Resultados | Resultados | Sets | Sets | Sets  | Pontos | Pontos | Pontos |
| Pos | Equipe        | Pts | T     | V     | D     | 3–0        | 3–1        | 3–2        | 2–3        | 1–3        | 0–3        | V    | P    | R     | V      | P      | R      |
| --- | ------------- | --- | ----- | ----- | ----- | ---------- | ---------- | ---------- | ---------- | ---------- | ---------- | ---- | ---- | ----- | ------ | ------ | ------ |
| 1   | Japão         | 7   | 3     | 2     | 1     | 2          | 0          | 0          | 1          | 0          | 0          | 8    | 3    | 2.667 | 262    | 226    | 1.159  |
| 2   | Coreia do Sul | 5   | 3     | 2     | 1     | 0          | 0          | 2          | 1          | 0          | 0          | 8    | 7    | 1.143 | 331    | 324    | 1.022  |
| 3   | Austrália     | 4   | 3     | 1     | 2     | 0          | 1          | 0          | 1          | 0          | 1          | 5    | 7    | 0.714 | 264    | 282    | 0.936  |
| 4   | Tailândia     | 2   | 3     | 1     | 2     | 0          | 0          | 1          | 0          | 1          | 1          | 4    | 8    | 0.500 | 255    | 280    | 0.911  |

| Data   | Hora  |               | Placar |               | Set 1 | Set 2 | Set 3 | Set 4 | Set 5 | Total   | Relatório |
| ------ | ----- | ------------- | ------ | ------------- | ----- | ----- | ----- | ----- | ----- | ------- | --------- |
| 11 ago | 15:00 | Tailândia     | 1–3    | Austrália     | 25–23 | 23–25 | 19–25 | 25–27 |       | 92–100  | Relatório |
| 11 ago | 18:00 | Japão         | 2–3    | Coreia do Sul | 18–25 | 25–27 | 28–26 | 25–21 | 13–15 | 109–114 | Relatório |
| 12 ago | 15:00 | Tailândia     | 0–3    | Japão         | 23–25 | 24–26 | 11–25 |       |       | 58–76   | Relatório |
| 12 ago | 18:00 | Coreia do Sul | 3–2    | Austrália     | 20–25 | 22–25 | 25–20 | 25–21 | 21–19 | 113–110 | Relatório |

### Grupo F
|     |           |     | Jogos | Jogos | Jogos | Resultados | Resultados | Resultados | Resultados | Resultados | Resultados | Sets | Sets | Sets  | Pontos | Pontos | Pontos |
| Pos | Equipe    | Pts | T     | V     | D     | 3–0        | 3–1        | 3–2        | 2–3        | 1–3        | 0–3        | V    | P    | R     | V      | P      | R      |
| --- | --------- | --- | ----- | ----- | ----- | ---------- | ---------- | ---------- | ---------- | ---------- | ---------- | ---- | ---- | ----- | ------ | ------ | ------ |
| 1   | China     | 9   | 3     | 3     | 0     | 1          | 2          | 0          | 0          | 0          | 0          | 9    | 2    | 4.500 | 273    | 228    | 1.197  |
| 2   | Bahrein   | 6   | 3     | 2     | 1     | 1          | 1          | 0          | 0          | 1          | 0          | 7    | 4    | 1.750 | 263    | 243    | 1.082  |
| 3   | Irã       | 3   | 3     | 1     | 2     | 0          | 1          | 0          | 0          | 2          | 0          | 5    | 7    | 0.714 | 256    | 273    | 0.938  |
| 4   | Paquistão | 0   | 3     | 0     | 3     | 0          | 0          | 0          | 0          | 1          | 2          | 1    | 9    | 0.111 | 200    | 248    | 0.806  |

| Data   | Hora  |           | Placar |           | Set 1 | Set 2 | Set 3 | Set 4 | Set 5 | Total | Relatório |
| ------ | ----- | --------- | ------ | --------- | ----- | ----- | ----- | ----- | ----- | ----- | --------- |
| 11 ago | 09:00 | Irã       | 1–3    | Bahrein   | 16–25 | 19–25 | 25–22 | 18–25 |       | 78–97 | Relatório |
| 11 ago | 12:00 | China     | 3–0    | Paquistão | 25–22 | 25–17 | 25–18 |       |       | 75–57 | Relatório |
| 12 ago | 09:00 | Paquistão | 0–3    | Bahrein   | 18–25 | 25–27 | 20–25 |       |       | 63–77 | Relatório |
| 12 ago | 12:00 | Irã       | 1–3    | China     | 19–25 | 22–25 | 25–21 | 16–25 |       | 82–96 | Relatório |

### Grupo G
|     |              |     | Jogos | Jogos | Jogos | Resultados | Resultados | Resultados | Resultados | Resultados | Resultados | Sets | Sets | Sets  | Pontos | Pontos | Pontos |
| Pos | Equipe       | Pts | T     | V     | D     | 3–0        | 3–1        | 3–2        | 2–3        | 1–3        | 0–3        | V    | P    | R     | V      | P      | R      |
| --- | ------------ | --- | ----- | ----- | ----- | ---------- | ---------- | ---------- | ---------- | ---------- | ---------- | ---- | ---- | ----- | ------ | ------ | ------ |
| 1   | Taipé Chinês | 6   | 2     | 2     | 0     | 2          | 0          | 0          | 0          | 0          | 0          | 6    | 0    | MAX   | 150    | 108    | 1.389  |
| 2   | Índia        | 3   | 2     | 1     | 1     | 0          | 1          | 0          | 0          | 0          | 1          | 3    | 4    | 0.750 | 160    | 175    | 0.914  |
| 3   | Hong Kong    | 0   | 2     | 0     | 2     | 0          | 0          | 0          | 0          | 1          | 1          | 1    | 6    | 0.167 | 154    | 181    | 0.851  |

| Data   | Hora  |           | Placar |              | Set 1 | Set 2 | Set 3 | Set 4 | Set 5 | Total   | Relatório |
| ------ | ----- | --------- | ------ | ------------ | ----- | ----- | ----- | ----- | ----- | ------- | --------- |
| 11 ago | 10:00 | Hong Kong | 1–3    | Índia        | 23–25 | 21–25 | 31–29 | 25–27 |       | 100–106 | Relatório |
| 12 ago | 10:00 | Índia     | 0–3    | Taipé Chinês | 22–25 | 18–25 | 14–25 |       |       | 54–75   | Relatório |
| 13 ago | 10:00 | Hong Kong | 0–3    | Taipé Chinês | 17–25 | 21–25 | 16–25 |       |       | 54–75   | Relatório |

## Fase final

### 5º – 8º lugar
|  | 5º – 8º lugar | 5º – 8º lugar |              |   | Quinto lugar | Quinto lugar |
|  |               |               |              |   |              |              |
|  |               |               |              |   |              |              |
|  |               |               |              |   |              |              |
|  | Austrália     | 2             |              |   |              |              |
|  | Austrália     | 2             |              |   |              |              |
|  | Paquistão     | 3             |              |   |              |              |
|  | Paquistão     | 3             | Paquistão    | 0 |              |              |
|  |               |               | Paquistão    | 0 |              |              |
|  |               | Irã           | 3            |   |              |              |
|  | Tailândia     | Irã           | 3            | 1 |              |              |
|  | Tailândia     |               |              | 1 |              |              |
|  | Irã           | 3             |              |   |              |              |
|  | Irã           | 3             | Sétimo lugar |   |              |              |
|  |               |               |              |   |              |              |
|  |               |               |              |   |              |              |
|  |               |               |              |   |              |              |
|  | Austrália     | 1             |              |   |              |              |
|  | Austrália     | 1             |              |   |              |              |
|  | Tailândia     | 3             |              |   |              |              |

#### 5º – 8º lugar
| Data   | Hora  |           | Placar |           | Set 1 | Set 2 | Set 3 | Set 4 | Set 5 | Total  | Relatório |
| ------ | ----- | --------- | ------ | --------- | ----- | ----- | ----- | ----- | ----- | ------ | --------- |
| 13 ago | 09:00 | Tailândia | 1–3    | Irã       | 14–25 | 23–25 | 25–20 | 22–25 |       | 84–95  | Relatório |
| 13 ago | 12:00 | Austrália | 2–3    | Paquistão | 25–21 | 16–25 | 25–17 | 23–25 | 6–15  | 95–103 | Relatório |

#### Sétimo lugar
| Data   | Hora  |           | Placar |           | Set 1 | Set 2 | Set 3 | Set 4 | Set 5 | Total | Relatório |
| ------ | ----- | --------- | ------ | --------- | ----- | ----- | ----- | ----- | ----- | ----- | --------- |
| 14 ago | 09:00 | Austrália | 1–3    | Tailândia | 19–25 | 18–25 | 25–21 | 24–26 |       | 86–97 | Relatório |

#### Quinto lugar
| Data   | Hora  |           | Placar |     | Set 1 | Set 2 | Set 3 | Set 4 | Set 5 | Total | Relatório |
| ------ | ----- | --------- | ------ | --- | ----- | ----- | ----- | ----- | ----- | ----- | --------- |
| 14 ago | 12:00 | Paquistão | 0–3    | Irã | 18–25 | 16–25 | 24–26 |       |       | 58–76 | Relatório |

### Final four
|  | Semifinais    | Semifinais |                |   | Final | Final |
|  |               |            |                |   |       |       |
|  |               |            |                |   |       |       |
|  |               |            |                |   |       |       |
|  | Japão         | 3          |                |   |       |       |
|  | Japão         | 3          |                |   |       |       |
|  | Bahrein       | 0          |                |   |       |       |
|  | Bahrein       | 0          | Japão          | 0 |       |       |
|  |               |            | Japão          | 0 |       |       |
|  |               | China      | 3              |   |       |       |
|  | Coreia do Sul | China      | 3              | 2 |       |       |
|  | Coreia do Sul |            |                | 2 |       |       |
|  | China         | 3          |                |   |       |       |
|  | China         | 3          | Terceiro lugar |   |       |       |
|  |               |            |                |   |       |       |
|  |               |            |                |   |       |       |
|  |               |            |                |   |       |       |
|  | Bahrein       | 3          |                |   |       |       |
|  | Bahrein       | 3          |                |   |       |       |
|  | Coreia do Sul | 0          |                |   |       |       |

#### Semifinais
| Data   | Hora  |               | Placar |         | Set 1 | Set 2 | Set 3 | Set 4 | Set 5 | Total   | Relatório |
| ------ | ----- | ------------- | ------ | ------- | ----- | ----- | ----- | ----- | ----- | ------- | --------- |
| 13 ago | 15:00 | Japão         | 3–0    | Bahrein | 27–25 | 25–15 | 25–20 |       |       | 77–60   | Relatório |
| 13 ago | 18:00 | Coreia do Sul | 2–3    | China   | 25–20 | 17–25 | 34–32 | 27–29 | 15–17 | 118–123 | Relatório |

#### Terceiro lugar
| Data   | Hora  |         | Placar |               | Set 1 | Set 2 | Set 3 | Set 4 | Set 5 | Total | Relatório |
| ------ | ----- | ------- | ------ | ------------- | ----- | ----- | ----- | ----- | ----- | ----- | --------- |
| 14 ago | 15:00 | Bahrein | 3–0    | Coreia do Sul | 25–23 | 27–25 | 32–30 |       |       | 84–78 | Relatório |

#### Final
| Data   | Hora  |       | Placar |       | Set 1 | Set 2 | Set 3 | Set 4 | Set 5 | Total | Relatório |
| ------ | ----- | ----- | ------ | ----- | ----- | ----- | ----- | ----- | ----- | ----- | --------- |
| 14 ago | 18:00 | Japão | 0–3    | China | 20–25 | 23–25 | 22–25 |       |       | 65–75 | Relatório |

## Classificação final
| Pos | Equipe        |
| --- | ------------- |
| 1   | China         |
| 2   | Japão         |
| 3   | Bahrein       |
| 4   | Coreia do Sul |
| 5   | Irã           |
| 6   | Paquistão     |
| 7   | Tailândia     |
| 8   | Austrália     |
| 9   | Taipé Chinês  |
| 10  | Índia         |
| 11  | Hong Kong     |

## Premiações
| Copa Asiática de 2022    |
| China                    |
| ------------------------ |
| China Campeã (2º título) |

### Individuais
Os atletas que integraram a seleção do campeonato foram:
| - Most Valuable Player (MVP) Zhang Jingyin - Melhor Levantador Akihiro Fukatsu - Melhores Ponteiros Zhang Jingyin Mohamed Abdulla | - Melhores Centrais Zhang Zhejia Peng Shikun - Melhores Oposto Issei Otake - Melhor Líbero Husain Sultan |